# Theodor Gomperz

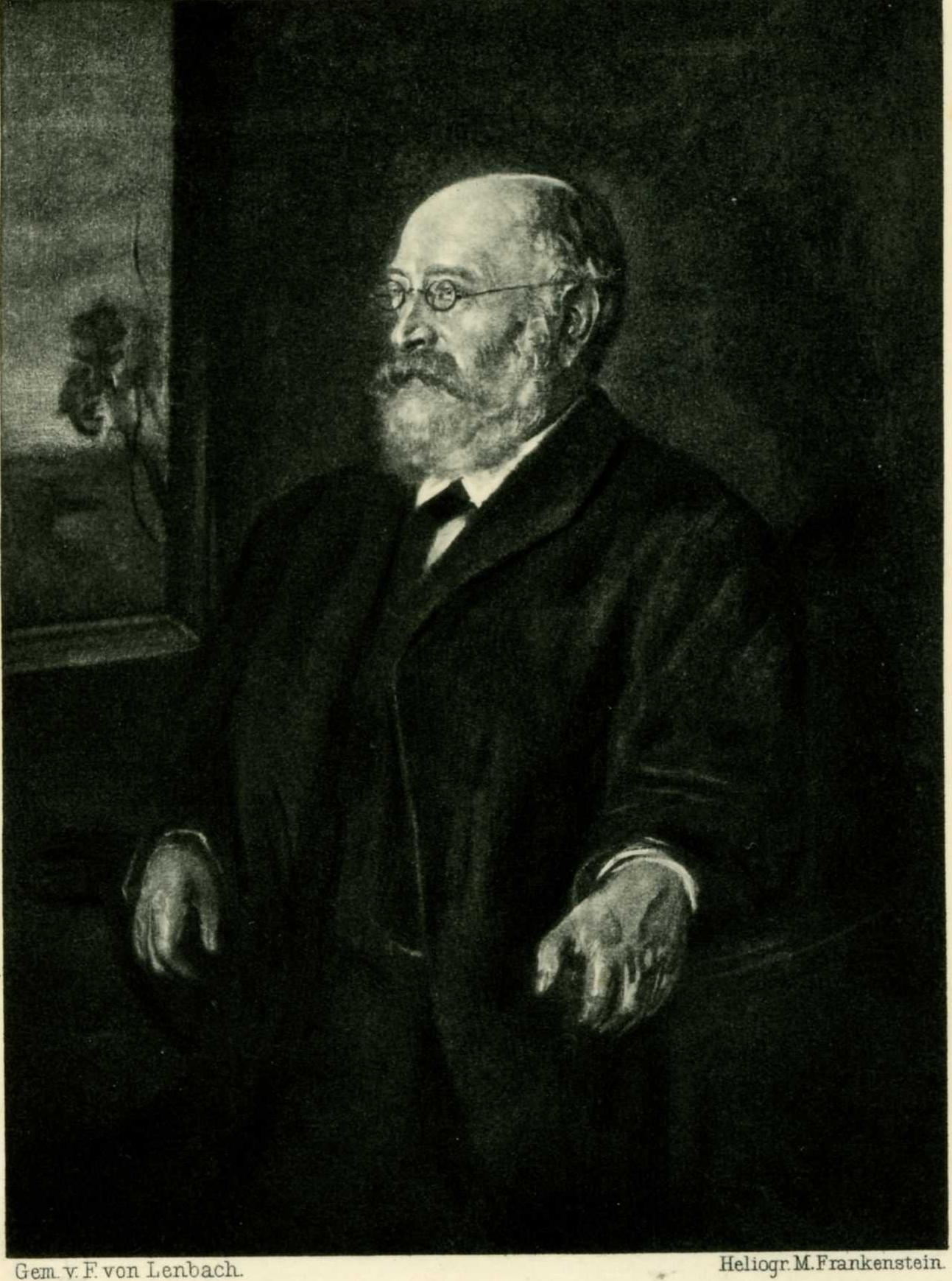
Theodor Gomperz. Gemälde von Franz von Lenbach

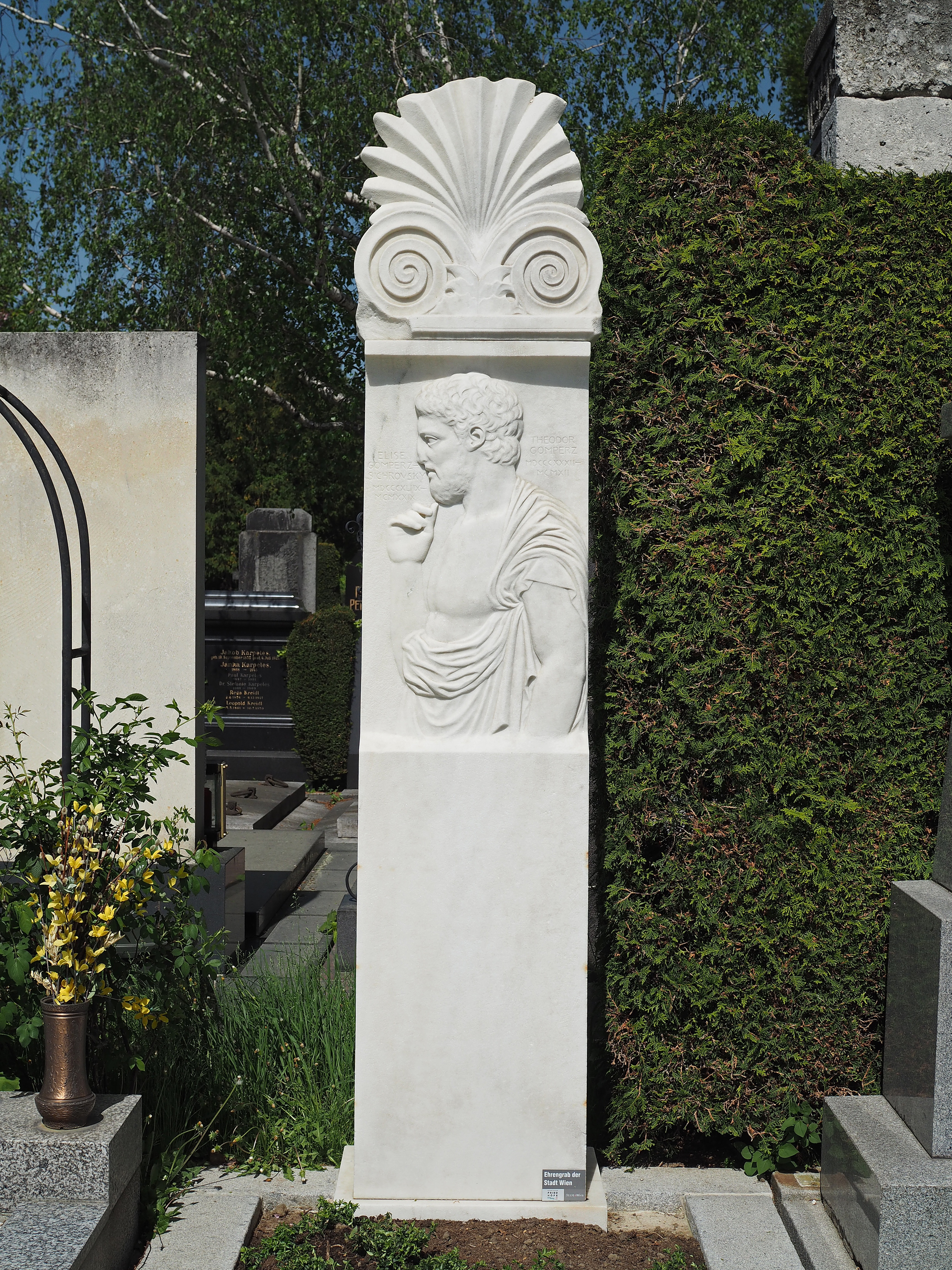
Grab von Theodor Gomperz und seiner Gattin Elise auf dem Döblinger Friedhof

Theodor Gomperz (* 29. März 1832 in Brünn, Mähren; † 29. August 1912 in Baden bei Wien, Niederösterreich) war ein österreichischer Philosophiehistoriker und Klassischer Philologe.

## Leben
Der Spross einer assimilierten jüdischen Kaufmanns- und Gelehrtenfamilie war der Sohn von Philipp Josua Feibelman Gomperz (1782–1857) und Henriette Gomperz, geborene Auspitz (1792–1881). Theodor Gomperz war der Bruder von Josephine Gomperz, verehelichte Josephine von Wertheimstein (1820–1894), der Industriellen Max von Gomperz (1822–1913) und Julius von Gomperz (1823–1909) sowie der Sophie Gomperz, verehelichte Sophie von Todesco (1825–1895).
Aus seiner Ehe mit Elise Sichrovsky (1848–1929) gingen der Philosoph Heinrich Gomperz (1873–1942), die Bildhauerin und Schriftstellerin Bettina Gomperz (1879–1948) sowie der Ski- und Tourismuspionier in St. Anton am Arlberg Rudolf Gomperz (1878, Wien–1942, Vernichtungslager Maly Trostinez) hervor.
Theodor Gomperz studierte 1847–1849 an der Philosophischen Lehranstalt in Brünn sowie danach in Wien bei Hermann Bonitz. Gomperz widmete sich als Privatgelehrter weiteren Studien und wurde ohne Doktoratsabschluss 1867 habilitiert. 1873 wurde er Professor für Klassische Philologie in Wien. 1896 bis 1909 publizierte er sein dreibändiges Hauptwerk Griechische Denker. 1900 wurde er emeritiert; sein Nachfolger wurde Emil Szanto. Seit 1883 war er korrespondierendes Mitglied der Russischen Akademie der Wissenschaften in Sankt Petersburg.
Er ruht in einem ehrenhalber gewidmeten Grab auf dem Döblinger Friedhof (Gruppe 17, Nummer 6) in Wien. Im Jahr 1927 wurde in Wien-Ottakring (16. Bezirk) die Gomperzgasse nach ihm benannt.

## Werke
- Demosthenes der Staatsmann (1864)
- Philodemi de ira liber (1864)
- Traumdeutung und Zauberei (1866)
- Herculanische Studien (1865–1866)
- Beiträge zur Kritik und Erklärung griech. Schriftsteller (7 Bände, 1875–1900)
- Neue Bruchstücke Epikurs (1876)
- Die Bruchstücke der griech. Tragiker und Cobets neueste kritische Manier (1878)
- Herodoteische Studien (1883)
- Ein bisher unbekanntes griechisches Schriftsystem (1884)
- Zu Philodems Büchern von der Musik (1885)
- Über den Abschluß des herodoteischen Geschichtswerkes (1886)
- Platonische Aufsätze (3 Bände, 1887–1905)
- Zu Heraklits Lehre und den Überresten seines Werkes (1887)
- Zu Aristoteles Poetik (2 Teile, 1888–1896)
- Über die Charaktere Theophrasts (1888)
- Nachlese zu den Bruchstücken der griechischen Tragiker (1888)
- Die Apologie der Heilkunst (1890)
- Philodem und die ästhetischen Schriften der herculanischen Bibliothek (1891)
- Die Schrift vom Staatswesen der Athener (1891)
- Die jüngst entdeckten Überreste einer den platonischen Phaedon enthaltenden Papyrusrolle (1892)
- Aus der Hekale des Kallimachos (1893)
- Griechische Denker. Eine Geschichte der antiken Philosophie (1896–1909)
  - Band 1, Griechische Naturphilosophen und Sophisten, 1896
  - Band 2, Sokrates und Platon, 1902
  - Band 3, Aristoteles und seine Nachfolger, Von Veit, Leipzig 1909
- Essays und Erinnerungen (1905)
- Die Apologie der Heilkunst. Eine griechische Sophistenrede des 5. vorchristlichen Jahrhunderts (1910)
- Hellenika. Eine Auswahl philologischer und philosophiegeschichtlicher kleiner Schriften (1912)

## Ehrungen
- Medaille zum 60. Geburtstag 1892. Darauf die Büste von Gomperz, auf der Rückseite als Allegorien für Archäologie, Philologie und Philosophie die Küstenlandschaft mit dem Vesuv, ein Jüngling mit Spitzhacke und zwei lesende Frauen.[2]